# Pionki

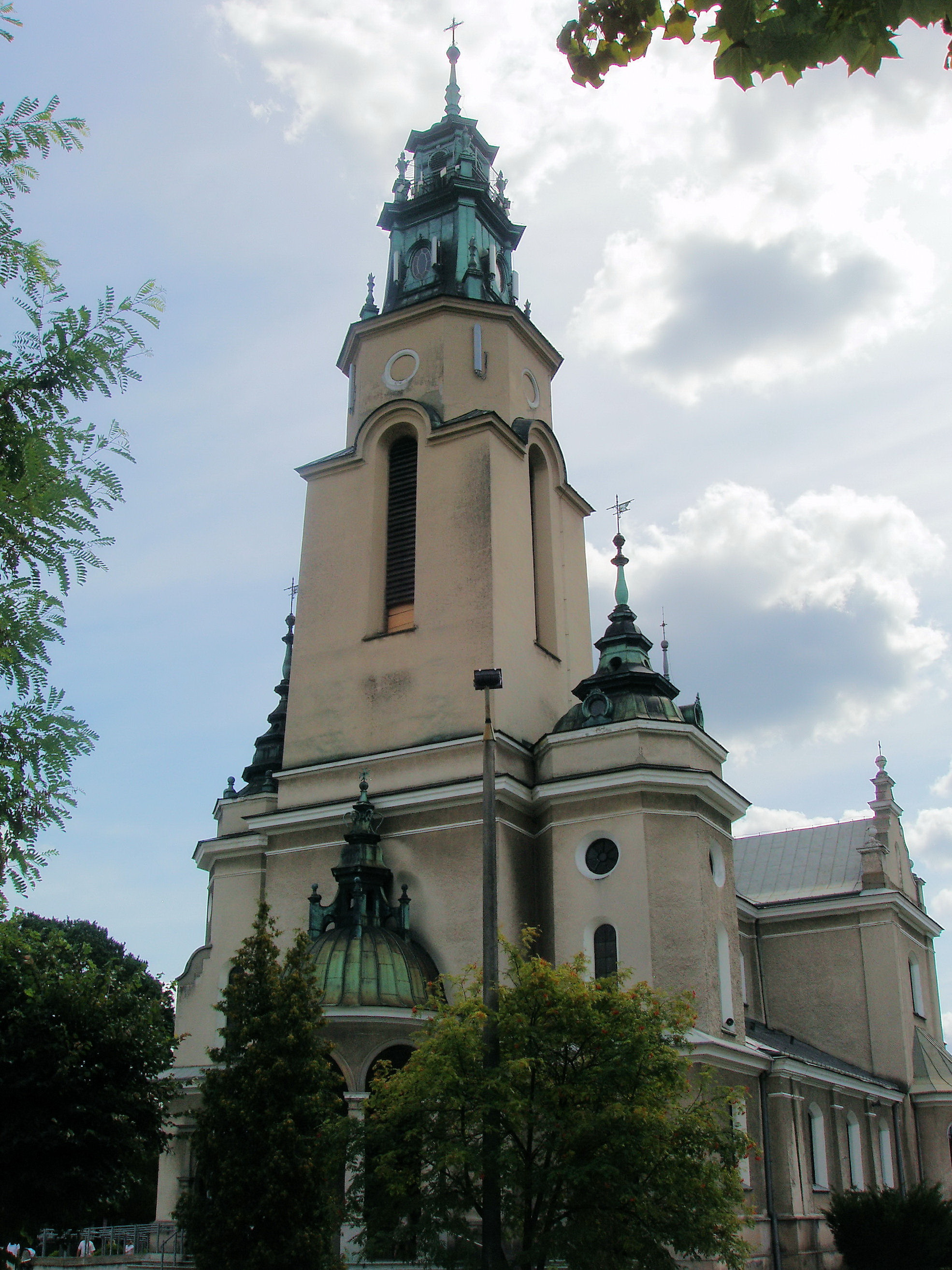
Iglesia de Santa Bárbara, la patrona de la ciudad

Pionki (hasta 1932 Zagożdżon) es una población en Condado de Radom, Voivodato de Mazovia, en el centro de Polonia de unos 16 089 habitantes (2023). Antes pertenecía al Voivodato de Radom (1975-1998) y al Voivodato de Kielce (hasta 1975). Está situada a las orillas del río Zagożdżonka, pertenece a la región histórica de Pequeña Polonia. Su fundación y desarrollo están relacionados con la fábrica de materias plásticas ZTS Pronit. Allí se elaboraban también discos gramofónicos famosos.
La comuna de Pionki es uno de los municipios más grandes del distrito de Radom. Cubre un área de 231 km² y está habitada por 10226 habitantes. La comuna de Pionki tiene 35 pueblos alrededor de la ciudad de Pionki. Es una comuna típicamente agrícola, sin embargo, solo el 30% de la tierra se utiliza para la agricultura. Las tierras restantes son bosques magníficos del bosque Kozienice - Kozienicki Landscape Park. 
La agricultura es la rama principal del desarrollo de la comuna. Existe la posibilidad de desarrollar una pequeña industria agroalimentaria y productiva basada en la madera. Puszcza Kozienicka es un lugar para crear una base de turismo y recreación y recreación. A través de la línea de ferrocarril de distrito en la dirección de Skarżysko Kamienna y más al sur en la dirección del país y Deblin, donde se ramifica en la dirección de Lublin, Lukow y Terespol (frontera del estado)
La comuna de Pionki está ubicada en la parte sur de la voivodía de Mazowieckie, en la parte oriental de Radom Poviat. Limita con otras unidades administrativas de Radom Poviat, como las comunas Jedlnia-Letnisko, Jastrzębia y Gózd, así como con la ciudad separada administrativamente de Pionki y las comunidades de Kovienice poviat en la que se concentra.

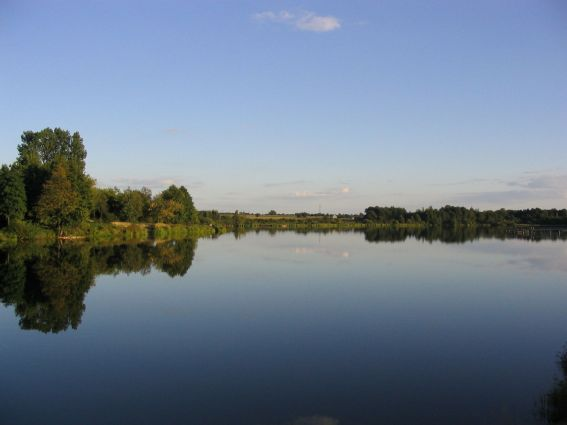
Pond in Pionki